# Freddy Vargas (futbolista)
Freddy Enrique Vargas Piñero (Barquisimeto, Lara, Venezuela; 1 de abril de 1999) es un futbolista venezolano que juega como delantero en Maccabi Netanya de la Liga Premier de Israel.

## Trayectoria
Nacido en Barquisimeto, Vargas debutó profesionalmente con el ACD Lara el 15 de abril de 2017 en un partido de Primera División ante Trujillanos. Comenzó y jugó la primera mitad antes de ser sustituido durante el empate 1-1. Vargas luego anotó el primer gol de su carrera profesional el 23 de agosto de 2017 en un partido de Copa Venezuela contra el Atlético Guanare. Marcó el tercer gol en la victoria por 5-0.

### FC Dallas
El 15 de enero de 2021, se anunció que Vargas se había unido al FC Dallas de la Major League Soccer cedido por el ACD Lara para la temporada 2021.

## Selección nacional
Hizo su debut con la selección de fútbol de Venezuela el 9 de septiembre de 2021 en un partido de clasificación para la Copa del Mundo contra Paraguay.

## Clubes
| Club                       | País           | Año           |
| -------------------------- | -------------- | ------------- |
| ACD Lara                   | Venezuela      | 2017 - 2020   |
| Football Club Dallas       | Estados Unidos | 2021          |
| North Texas SC             | Estados Unidos | 2021          |
| ACD Lara                   | Venezuela      | 2022          |
| Metropolitanos Fútbol Club | Venezuela      | 2022-2023     |
| Maccabi Bnei Reineh        | Israel         | 2023-2024     |
| Maccabi Netanya            | Israel         | 2024-presente |